# Stemonaceae
Famille
Classification APG III (2009)
Synonymes
- Croomiaceae, Nakai, 1937
- Roxburghiaceae Wall., 1832[1]

La famille des Stemonaceae regroupe de plantes monocotylédones ; elle comprend plus d'une vingtaine d'espèces réparties en 4 genres.
Ce sont des lianes ou des plantes herbacées pérennes, rhizomateuses ou tubéreuses, grimpantes, des régions subtropicales, de l'Asie du Sud-Est au nord de l'Australie.

## Étymologie
Le nom vient du genre type Stemona, forme latinisée du grec στεμον / stemon, étamine, et fait référence à la forme particulière des étamines, qui ressemblent à celle des pétales.

## Liste des genres
Selon NCBI (15 avr. 2010) et Angiosperm Phylogeny Website (18 mai 2010) :
- Croomia (en)
- Pentastemona (en)
- Stemona
- Stichoneuron (en)

Selon DELTA Angio (15 avr. 2010) :
- Croomia
- Stemona
- Stichoneuron

Selon ITIS (15 avr. 2010) :
- Croomia Torr.

## Liste des espèces
Selon NCBI (15 avr. 2010) :
- genre Croomia
  - Croomia heterosepala
  - Croomia japonica
  - Croomia pauciflora
- genre Pentastemona
  - Pentastemona egregia
  - Pentastemona sumatrana
- genre Stemona
  - Stemona aphylla
  - Stemona burkillii
  - Stemona collinsae
  - Stemona curtisii
  - Stemona japonica
  - Stemona javanica
  - Stemona kerrii
  - Stemona mairei
  - Stemona parviflora
  - Stemona phyllantha
  - Stemona sessilifolia
  - Stemona tuberosa
- genre Stichoneuron
  - Stichoneuron caudatum
  - Stichoneuron membranaceum